# Heilig-Geist-Kirche (Dillweißenstein)

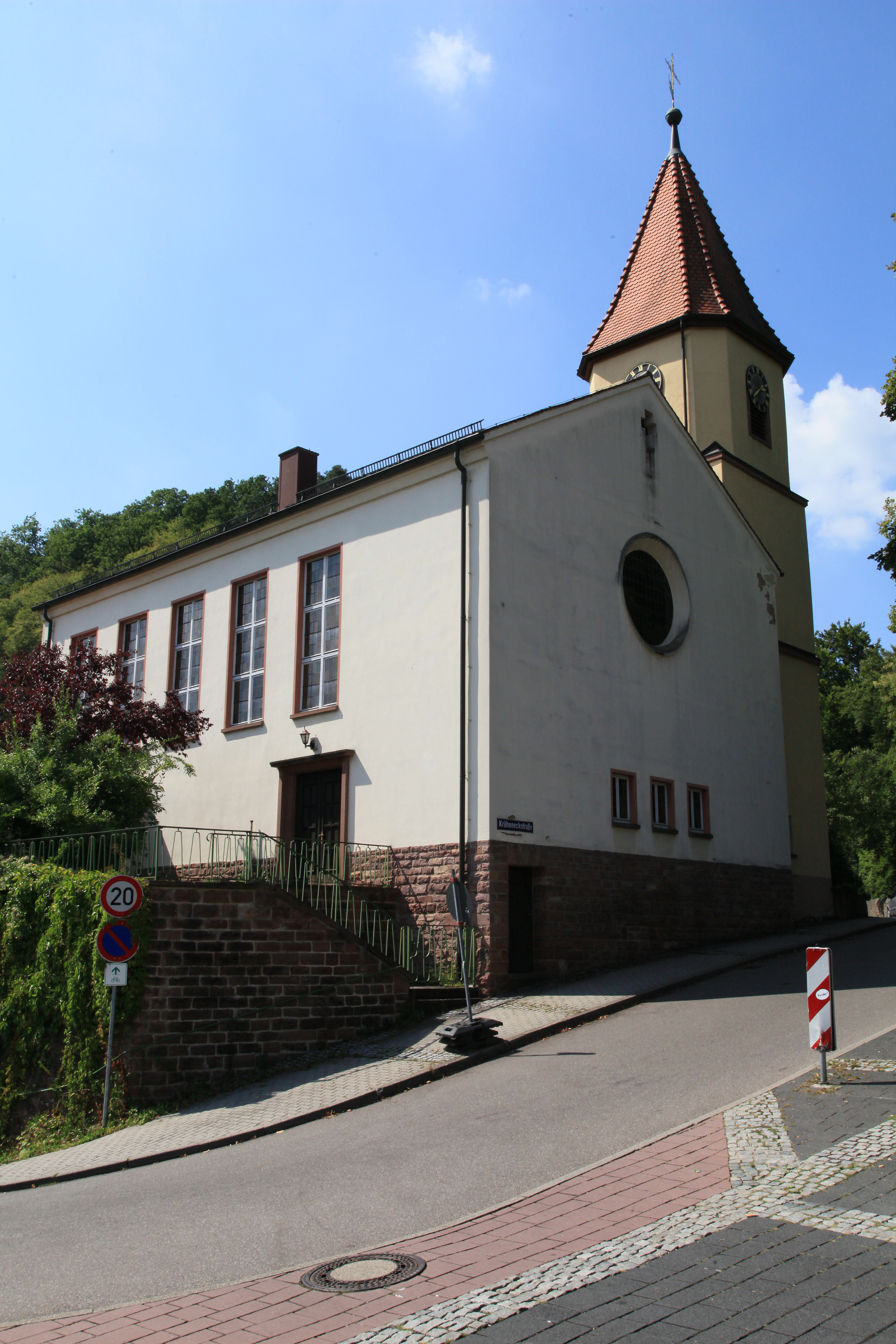
Heiliggeistkirche Dillweißenstein

Die evangelische Heilig-Geist-Kirche ist ein geschütztes Kulturdenkmal nach dem Denkmalschutzgesetz. Die Pfarrkirche steht in Dillweißenstein, einem Stadtteil von Pforzheim von Baden-Württemberg. Die Kirche gehört zur Philippus-Gemeinde im Kirchenbezirk Pforzheim in der Evangelischen Landeskirche in Baden.

## Beschreibung
Von der 1783/84 errichteten Saalkirche blieb infolge der Zerstörung im Zweiten Weltkrieg nur der Kirchturm erhalten. Das Langhaus wurde 1947/49 mit einer Drehung der Achse um 90 Grad neu errichtet.